# Monte Mario

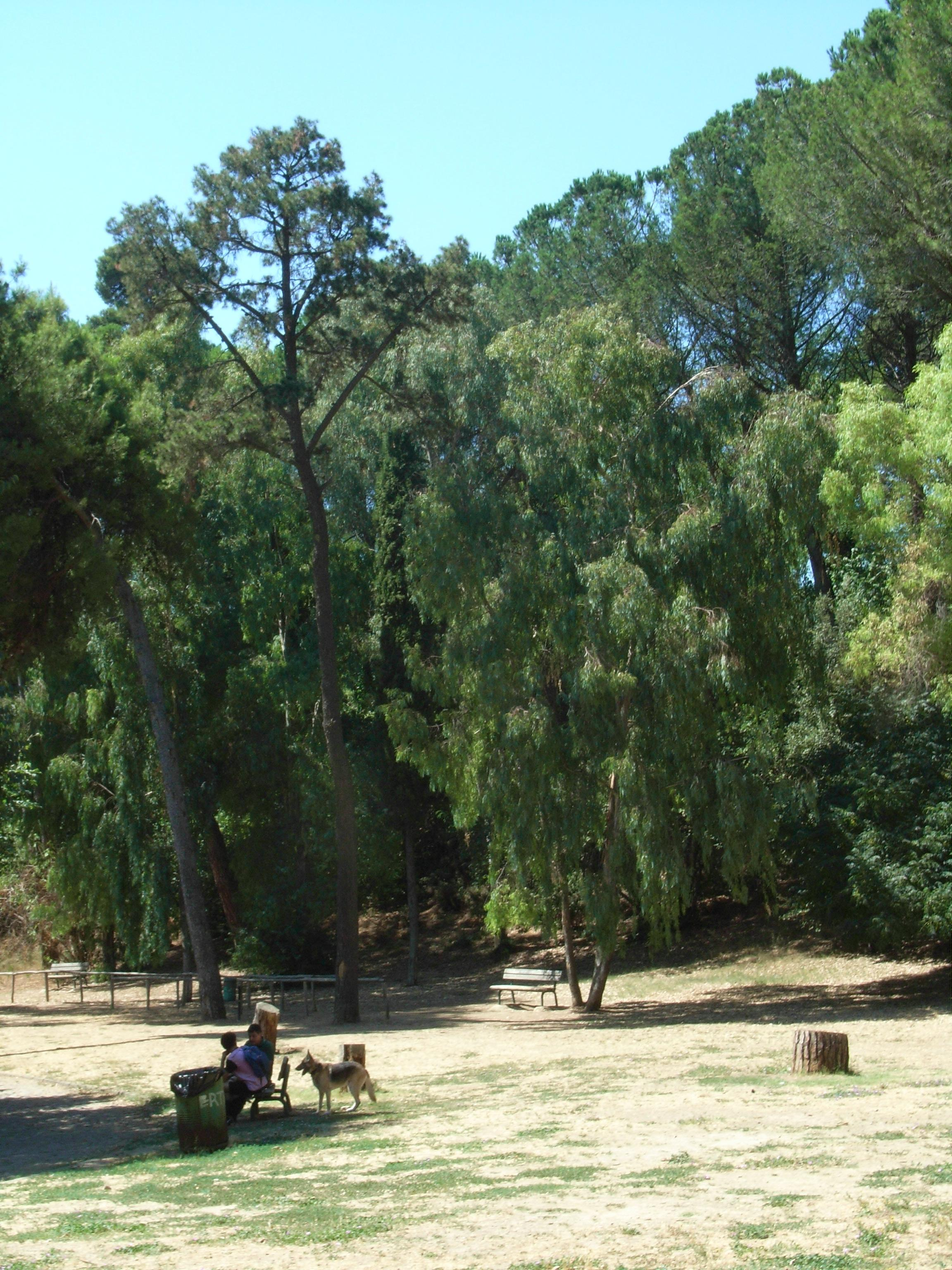
A Monte Mario parkja

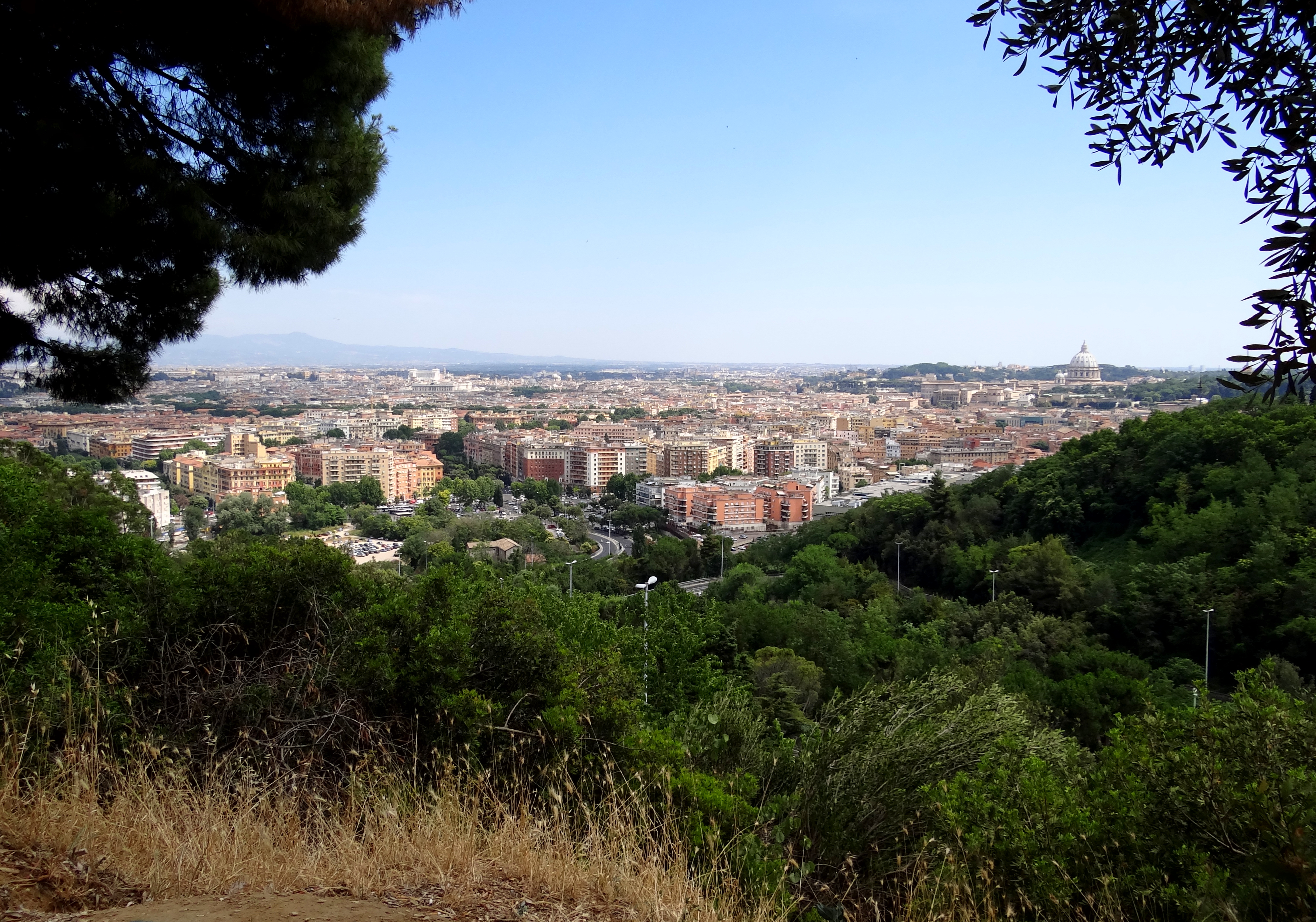
Kilátás a parkból Róma központja felé

A Monte Mario (magyarul: Mario-hegy) Róma legmagasabb hegye (139 m). A város északnyugati oldalán terül el. 
Az ókori Rómában a hegyet Mons Vaticanus vagy Clivus Cinnae néven ismerték. Elképzelések szerint a jelenlegi neve Mario Mellini bíborostól származik, hiszen a XV. században volt itt egy villája. Azonban a középkorban már Monte Malo („Rossz hegy”) névvel illették, köszönhetően annak, hogy III. Ottó ezen a helyen ölette meg Giovanni Crescenziót 998-ban. 
A hegy keleti része természetvédelmi terület, a nyugati oldalon pedig a mostani elit városrész helyezkedik el, a tetején található a Szent Maria Rosaria templom és kolostora. Ezenkívül a XV. századi Villa Mellini helyén áll a Monte Mario Obszervatórium (amely a Róma Obszervatórium részét képezi) és a Museo Astronomico Copernicano. Olaszország térképein 1960-ig ezt a helyet jelölték kezdő délkörként Greenwich helyett. A hegy oldalában volt a Villa Piegneto korábbi helye, amelyet Pietro da Cortona épített. A XIX. század során az épület megmaradt romjait is földig rombolták.
A John Felice Rome Center, egyike a Chicagói Loyola Egyetem négy kampuszának, amely a hegyen a Massimi úton található.
Annak ellenére, hogy ez Róma legmagasabb „hegye”, Monte Mario mégsem tartozik a nevezetes hét domb közé és a történelmi belváros határain kívül esik.

## Fordítás
Ez a szócikk részben vagy egészben  a   Monte Mario című angol Wikipédia-szócikk ezen változatának fordításán alapul.  Az eredeti cikk szerkesztőit annak laptörténete sorolja fel. Ez a jelzés csupán a megfogalmazás eredetét és a szerzői jogokat jelzi, nem szolgál a cikkben szereplő információk forrásmegjelöléseként.